# A Csillagkapu: Atlantisz epizódjainak listája
Ezen a lapon a Csillagkapu: Atlantisz epizódjainak listáját találod.

## Évados áttekintés
| Évad | Évad | Epizódok | Eredeti sugárzás     | Eredeti sugárzás  | Eredeti adó | Magyar sugárzás     | Magyar sugárzás     | Magyar adó |
| Évad | Évad | Epizódok | Évadpremier          | Évadfinálé        | Eredeti adó | Évadpremier         | Évadfinálé          | Magyar adó |
| ---- | ---- | -------- | -------------------- | ----------------- | ----------- | ------------------- | ------------------- | ---------- |
|      | 1    | 20       | 2004. július 16.     | 2005. március 25. | SyFy        | 2006. augusztus 19. | 2007. január 6.     | TV2        |
|      | 2    | 20       | 2005. július 15.     | 2006. március 10. | SyFy        | 2007. január 13.    | 2007. május 26.     | TV2        |
|      | 3    | 20       | 2006. július 14.     | 2007. június 22.  | SyFy        | 2009. április 20.   | 2009. június 24.    | AXN Sci-Fi |
|      | 4    | 20       | 2007. szeptember 28. | 2008. március 7.  | SyFy        | 2009. június 29.    | 2009. szeptember 2. | AXN Sci-Fi |
|      | 5    | 20       | 2008. július 11.     | 2009. január 9.   | SyFy        | 2009. október 6.    | 2009. december 11.  | AXN Sci-Fi |

## 1. évad (2004-2005)
| Sor. | Év. | Cím                                         | Rendező           | Író                                                                   | Premier                                  |
| ---- | --- | ------------------------------------------- | ----------------- | --------------------------------------------------------------------- | ---------------------------------------- |
| 1.   | 1.  | Felemelkedés 1. rész (Rising Part 1)        | Martin Wood       | Brad Wright és Robert C. Cooper                                       | 2004. július 16. 2006. augusztus 19.     |
| 2.   | 2.  | Felemelkedés 2. rész (Rising Part 2)        | Martin Wood       | Brad Wright és Robert C. Cooper                                       | 2004. július 16. 2006. augusztus 26.     |
| 3.   | 3.  | Bújócska (Hide and Seek)                    | David Warry-Smith | Történet: Brad Wright és Robert C. Cooper Tévéjáték: Robert C. Cooper | 2004. július 23. 2006. szeptember 2.     |
| 4.   | 4.  | 38 perc (Thirty-Eight Minutes)              | Mario Azzopardi   | Brad Wright                                                           | 2004. július 30. 2006. szeptember 9.     |
| 5.   | 5.  | Gyanú (Suspicion)                           | Mario Azzopardi   | Történet: Kerry Glover Tévéjáték: Joseph Mallozzi és Paul Mullie      | 2004. augusztus 6. 2006. szeptember 16.  |
| 6.   | 6.  | A gyermekkor vége (Childhood's End)         | David Winning     | Martin Gero                                                           | 2004. augusztus 13. 2006. szeptember 23. |
| 7.   | 7.  | Megmérgezett kút (Poisoning the Well)       | Brad Turner       | Történet: Mary Kaiser Tévéjáték: Damian Kindler                       | 2004. augusztus 20. 2006. szeptember 30. |
| 8.   | 8.  | Föld alatt (Underground)                    | Brad Turner       | Peter DeLuise                                                         | 2004. augusztus 27. 2006. október 7.     |
| 9.   | 9.  | Hazatérés (Home)                            | Holly Dale        | Joseph Mallozzi és Paul Mullie                                        | 2004. szeptember 10. 2006. október 14.   |
| 10.  | 10. | A vihar (The Storm)                         | Martin Wood       | Történet: Jill Blotevogel Tévéjáték: Martin Gero                      | 2004. szeptember 17. 2006. október 21.   |
| 11.  | 11. | A szem (The Eye)                            | Martin Wood       | Martin Gero                                                           | 2005. január 21. 2006. október 28.       |
| 12.  | 12. | A dacos (The Deafiant One)                  | Peter DeLuise     | Peter DeLuise                                                         | 2005. január 28. 2006. november 4.       |
| 13.  | 13. | Veszélyes zóna (Hot Zone)                   | Mario Azzopardi   | Martin Gero                                                           | 2005. február 4. 2006. november 11.      |
| 14.  | 14. | Menedék (Sanctuary)                         | James Head        | Alan Brennert                                                         | 2005. február 11. 2006. november 18.     |
| 15.  | 15. | Mielőtt elaludnék (Before I Sleep)          | Andy Mikita       | Carl Binder                                                           | 2005. február 18. 2006. november 25.     |
| 16.  | 16. | A testvériség (The Brotherhood)             | Martin Wood       | Martin Gero                                                           | 2005. február 25. 2006. december 2.      |
| 17.  | 17. | Levelek a Pegazusból (Letters from Pegasus) | Mario Azzopardi   | Carl Binder                                                           | 2005. március 4. 2006. december 9.       |
| 18.  | 18. | A képesség (The Gift)                       | Peter DeLuise     | Történet: Robert C. Cooper és Martin Gero Tévéjáték: Robert C. Cooper | 2005. március 11. 2006. december 16.     |
| 19.  | 19. | Az ostrom 1. rész (The Siege Part 1)        | Martin Wood       | Martin Gero                                                           | 2005. március 18. 2006. december 23.     |
| 20.  | 20. | Az ostrom 2. rész (The Siege Part 2)        | Martin Wood       | Joseph Mallozzi és Paul Mullie                                        | 2005. március 25. 2007. január 6.        |

## 2. évad (2005-2006)
| Sor. | Év. | Cím                                    | Rendező       | Író                                                              | Premier                                |
| ---- | --- | -------------------------------------- | ------------- | ---------------------------------------------------------------- | -------------------------------------- |
| 21.  | 1.  | Az ostrom 3. rész (The Siege Part 3)   | Martin Wood   | Martin Gero                                                      | 2005. július 15. 2007. január 13.      |
| 22.  | 2.  | A betolakodó (The Intruder)            | Peter DeLuise | Joseph Mallozzi és Paul Mullie                                   | 2005. július 22. 2007. január 20.      |
| 23.  | 3.  | Az üldözött (Runner)                   | Martin Wood   | Robert C. Cooper                                                 | 2005. július 29. 2007. január 27.      |
| 24.  | 4.  | Duett (Duet)                           | Peter DeLuise | Martin Gero                                                      | 2005. augusztus 5. 2007. február 3.    |
| 25.  | 5.  | Elítélve (Condemned)                   | Peter DeLuise | Történet: Sean Carley Tévéjáték: Carl Binder                     | 2005. augusztus 12. 2007. február 10.  |
| 26.  | 6.  | Szentháromság (Trinity)                | Martin Wood   | Damian Kindler                                                   | 2005. augusztus 19. 2007. február 17.  |
| 27.  | 7.  | Ösztön (Instinct)                      | Andy Mikita   | Treena Hancock és Melissa R. Byer                                | 2005. augusztus 26. 2007. február 24.  |
| 28.  | 8.  | Átváltozás (Conversion)                | Brad Turner   | Történet: Robert C. Cooper és Martin Gero Tévéjáték: Martin Gero | 2005. szeptember 9. 2007. március 3.   |
| 29.  | 9.  | Aurora (Aurora)                        | Martin Wood   | Történet: Carl Binder és Brad Wright Tévéjáték: Carl Binder      | 2005. szeptember 23. 2007. március 10. |
| 30.  | 10. | Az elveszett fiúk (The Lost Boys)      | Brad Turner   | Martin Gero                                                      | 2005. szeptember 23. 2007. március 17. |
| 31.  | 11. | A kaptár (The Hive)                    | Martin Wood   | Carl Binder                                                      | 2006. január 6. 2007. március 24.      |
| 32.  | 12. | Megvilágosodás (Epiphany)              | Neil Fearnley | Történet: Joe Flanigan és Brad Wright Tévéjáték: Brad Wright     | 2006. január 13. 2007. március 31.     |
| 33.  | 13. | Kritikus tömeg (Critical Mass)         | Andy Mikita   | Történet: Brad Wright és Carl Binder Tévéjáték: Carl Binder      | 2006. január 20. 2007. április 7.      |
| 34.  | 14. | A tenger mélyén (Grace Under Pressure) | Martin Wood   | Martin Gero                                                      | 2006. január 27. 2007. április 14.     |
| 35.  | 15. | A torony (The Tower)                   | Andy Mikita   | Joseph Mallozzi és Paul Mullie                                   | 2006. február 3. 2007. április 21.     |
| 36.  | 16. | Hosszú búcsú (Long Goodbye)            | Andy Mikita   | Damian Kindler                                                   | 2006. február 10. 2007. április 28.    |
| 37.  | 17. | Puccs (Coup d'État)                    | Martin Wood   | Martin Gero                                                      | 2006. február 17. 2007. május 5.       |
| 38.  | 18. | Michael (Michael)                      | Martin Wood   | Carl Binder                                                      | 2006. február 24. 2007. május 12.      |
| 39.  | 19. | Pokol (Inferno)                        | Peter DeLuise | Carl Binder                                                      | 2006. március 3. 2007. május 19.       |
| 40.  | 20. | Szövetségesek (Allies)                 | Andy Mikita   | Martin Gero                                                      | 2006. március 10. 2007. május 26.      |

## 3. évad (2006-2007)
| Sor. | Év. | Cím                                          | Rendező          | Író                                                               | Premier                              |
| ---- | --- | -------------------------------------------- | ---------------- | ----------------------------------------------------------------- | ------------------------------------ |
| 41.  | 1.  | Senki földje (No Man's Land)                 | Martin Wood      | Martin Gero                                                       | 2006. július 14. 2009. április 20.   |
| 42.  | 2.  | Kirekesztettek (Misbegotten)                 | Martin Wood      | Joseph Mallozzi és Paul Mullie                                    | 2006. július 21. 2009. április 22.   |
| 43.  | 3.  | Ellenállhatatlan (Irresistible)              | Martin Wood      | Történet: Brad Wright és Robert C. Cooper Tévéjáték: Carl Binder  | 2006. július 28. 2009. április 27.   |
| 44.  | 4.  | Sateda (Sateda)                              | Robert C. Cooper | Robert C. Cooper                                                  | 2006. augusztus 4. 2009. április 29. |
| 45.  | 5.  | Leszármazottak (Progeny)                     | Andy Mikita      | Történet: Robert C. Cooper és Carl Binder Tévéjáték: Carl Binder  | 2006. augusztus 11. 2009. május 4.   |
| 46.  | 6.  | A valódi világ (The Real World)              | Paul Ziller      | Carl Binder                                                       | 2006. augusztus 18. 2009. május 6.   |
| 47.  | 7.  | Közös alapok (Common Ground)                 | William Waring   | Ken Cuperus                                                       | 2006. augusztus 25. 2009. május 11.  |
| 48.  | 8.  | McKay és Mrs. Miller (McKay and Mrs. Miller) | Martin Wood      | Martin Gero                                                       | 2006. szeptember 8. 2009. május 13.  |
| 49.  | 9.  | Fantomok (Phantoms)                          | Martin Wood      | Carl Binder                                                       | 2006. szeptember 15. 2009. május 18. |
| 50.  | 10. | A visszatérés 1. rész (The Return Part 1)    | Brad Turner      | Martin Gero                                                       | 2006. szeptember 22. 2009. május 20. |
| 51.  | 11. | A visszatérés 2. rész (The Return Part 2)    | Brad Turner      | Martin Gero                                                       | 2007. április 13. 2009. május 25.    |
| 52.  | 12. | Visszhangok (Echoes)                         | William Waring   | Történet: Carl Binder és Brad Wright Tévéjáték: Carl Binder       | 2007. április 20. 2009. május 27.    |
| 53.  | 13. | Felelőtlenség (Irresponsible)                | Martin Wood      | Joseph Mallozzi és Paul Mullie                                    | 2007. április 27. 2009. június 1.    |
| 54.  | 14. | Rodney a szuperhős (Tao of Rodney)           | Martin Wood      | Damian Kindler                                                    | 2007. május 4. 2009. június 3.       |
| 55.  | 15. | A játék (The Game)                           | William Waring   | Történet: Don Whitehead és Holly Henderson Tévéjáték: Carl Binder | 2007. május 11. 2009. június 8.      |
| 56.  | 16. | A bárka (The Ark)                            | Martin Wood      | Történet: Scott Nimerfro és Ken Cuperus Tévéjáték: Ken Cuperus    | 2007. május 18. 2009. június 10.     |
| 57.  | 17. | Vasárnap (Sunday)                            | William Waring   | Martin Gero                                                       | 2007. június 1. 2009. június 15.     |
| 58.  | 18. | Alámerülve (Submersion)                      | Brenton Spencer  | Ken Cuperus                                                       | 2007. június 8. 2009. június 17.     |
| 59.  | 19. | Bosszú (Vengeance)                           | Andy Mikita      | Carl Binder                                                       | 2007. június 15. 2009. június 22.    |
| 60.  | 20. | Első csapás (First Strike)                   | Martin Wood      | Martin Gero                                                       | 2007. június 22. 2009. június 24.    |

## 4. évad (2007-2008)
| Sor. | Év. | Cím                                                    | Rendező          | Író                                                                                             | Premier                               |
| ---- | --- | ------------------------------------------------------ | ---------------- | ----------------------------------------------------------------------------------------------- | ------------------------------------- |
| 61.  | 1.  | Sodródás (Adrift)                                      | Martin Wood      | Martin Gero                                                                                     | 2007. szeptember 28. 2009. június 29. |
| 62.  | 2.  | Menekülő út (Lifeline)                                 | Martin Wood      | Carl Binder                                                                                     | 2007. október 5. 2009. július 1.      |
| 63.  | 3.  | Találkozás (Reunion)                                   | William Waring   | Joseph Mallozzi és Paul Mullie                                                                  | 2007. október 12. 2009. július 6.     |
| 64.  | 4.  | A hasonmás (Doppelganger)                              | Robert C. Cooper | Robert C. Cooper                                                                                | 2007. október 19. 2009. július 10.    |
| 65.  | 5.  | Utazók (Travelers)                                     | William Waring   | Joseph Mallozzi és Paul Mullie                                                                  | 2007. október 26. 2009. július 13.    |
| 66.  | 6.  | Tiszta lap (Tabula Rasa)                               | Martin Wood      | Alan McCullough                                                                                 | 2007. november 2. 2009. július 15.    |
| 67.  | 7.  | Eltűntek (Missing)                                     | Andy Mikita      | Carl Binder                                                                                     | 2007. november 9. 2009. július 20.    |
| 68.  | 8.  | A jós (The Seer)                                       | Andy Mikita      | Alan McCullough                                                                                 | 2007. november 16. 2009. július 22.   |
| 69.  | 9.  | Keresztúton (Miller's Crossing)                        | Andy Mikita      | Martin Gero                                                                                     | 2007. november 30. 2009. július 27.   |
| 70.  | 10. | Halandó porhüvely (This Mortal Coil)                   | William Waring   | Történet: Brad Wright, Joseph Mallozzi és Paul Mullie Tévéjáték: Joseph Mallozzi és Paul Mullie | 2007. december 7. 2009. július 29.    |
| 71.  | 11. | Emlékezzünk minden bűnömre (Be All My Sins Remember'd) | Andy Mikita      | Martin Gero                                                                                     | 2008. január 4. 2009. augusztus 3.    |
| 72.  | 12. | Hadizsákmány (Spoils of War)                           | William Waring   | Alan McCullough                                                                                 | 2008. január 11. 2009. augusztus 5.   |
| 73.  | 13. | Karantén (Quarantine)                                  | Martin Wood      | Carl Binder                                                                                     | 2008. január 18. 2009. augusztus 10.  |
| 74.  | 14. | Harmony (Harmony)                                      | William Waring   | Martin Gero                                                                                     | 2008. január 25. 2009. augusztus 12.  |
| 75.  | 15. | Az üldözött (Outcast)                                  | Andy Mikita      | Alan McCullough és Joe Flanigan                                                                 | 2008. február 1. 2009. augusztus 17.  |
| 76.  | 16. | Hármasban (Trio)                                       | Martin Wood      | Martin Gero                                                                                     | 2008. február 8. 2009. augusztus 19.  |
| 77.  | 17. | Az állomás (Midway)                                    | Andy Mikita      | Carl Binder                                                                                     | 2008. február 15. 2009. augusztus 24. |
| 78.  | 18. | A kötelék (The Kindred)                                | Peter F. Woeste  | Joseph Mallozzi és Paul Mullie                                                                  | 2008. február 22. 2009. augusztus 26. |
| 79.  | 19. | A kötelék 2. rész (The Kindred Part 2)                 | Martin Wood      | Alan McCullough                                                                                 | 2008. február 29. 2009. augusztus 31. |
| 80.  | 20. | Az utolsó ember (The Last Man)                         | Martin Wood      | Joseph Mallozzi és Paul Mullie                                                                  | 2008. március 7. 2009. szeptember 2.  |

## 5. évad (2008-2009)
| Sor. | Év. | Cím                                             | Rendező          | Író                                                                 | Premier                                |
| ---- | --- | ----------------------------------------------- | ---------------- | ------------------------------------------------------------------- | -------------------------------------- |
| 81.  | 1.  | Mentőakció (Search and Rescue)                  | Andy Mikita      | Martin Gero                                                         | 2008. július 11. 2009. október 6.      |
| 82.  | 2.  | A mag (The Seed)                                | William Waring   | Joseph Mallozzi és Paul Mullie                                      | 2008. július 18. 2009. október 8.      |
| 83.  | 3.  | Elvágott kötelékek (Broken Ties)                | Ken Girotti      | Joseph Mallozzi és Paul Mullie                                      | 2008. július 25. 2009. október 13.     |
| 84.  | 4.  | A Daedalus változatok (The Daedalus Variations) | Andy Mikita      | Alan McCullough                                                     | 2008. augusztus 1. 2009. október 15.   |
| 85.  | 5.  | Szellem a gépben (Ghost in the Machine)         | Ken Girotti      | Carl Binder                                                         | 2008. augusztus 15. 2009. október 20.  |
| 86.  | 6.  | A szentély (The Shrine)                         | Andy Mikita      | Brad Wright                                                         | 2008. augusztus 22. 2009. október 22.  |
| 87.  | 7.  | Vadászok a ködben (Whispers)                    | William Waring   | Joseph Mallozzi és Paul Mullie                                      | 2008. szeptember 5. 2009. október 27.  |
| 88.  | 8.  | A királynő (The Queen)                          | Brenton Spencer  | Történet: Alex Levine és Alan McCullough Tévéjáték: Alan McCullough | 2008. szeptember 12. 2009. október 29. |
| 89.  | 9.  | A vadász vadásza (Tracker)                      | William Waring   | Történet: David Schmidt és Carl Binder Tévéjáték: Carl Binder       | 2008. szeptember 19. 2009. november 3. |
| 90.  | 10. | Első találkozás (First Contact)                 | Andy Mikita      | Martin Gero                                                         | 2008. szeptember 26. 2009. november 5. |
| 91.  | 11. | Az elveszett törzs (The Lost Tribe)             | Andy Mikita      | Martin Gero                                                         | 2008. október 10. 2009. november 10.   |
| 92.  | 12. | Kívűlállók (Outsiders)                          | William Waring   | Alan McCullough                                                     | 2008. október 17. 2009. november 12.   |
| 93.  | 13. | Inkvizíció (Inquisition)                        | Brenton Spencer  | Alex Levine                                                         | 2008. október 24. 2009. november 17.   |
| 94.  | 14. | A tékozló fiú (The Prodigal)                    | Andy Mikita      | Carl Binder                                                         | 2008. november 7. 2009. november 19.   |
| 95.  | 15. | Maradványok (Remnants)                          | William Waring   | Joseph Mallozzi és Paul Mullie                                      | 2008. november 14. 2009. november 24.  |
| 96.  | 16. | Ötletelés (Brain Storm)                         | Martin Gero      | Martin Gero                                                         | 2008. november 21. 2009. november 26.  |
| 97.  | 17. | A fertőzés (Infection)                          | Andy Mikita      | Alan McCullough                                                     | 2008. december 5. 2009. december 1.    |
| 98.  | 18. | Személyazonosság (Identity)                     | William Waring   | Carl Binder                                                         | 2008. december 12. 2009. december 3.   |
| 99.  | 19. | Vegas (Vegas)                                   | Robert C. Cooper | Robert C. Cooper                                                    | 2009. január 2. 2009. december 8.      |
| 100. | 20. | Ellenség a kapuknál (Enemy at the Gate)         | Andy Mikita      | Joseph Mallozzi és Paul Mullie                                      | 2009. január 9. 2009. december 11.     |